# Tolerancja wymiaru

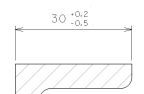
Wymiarowanie tolerancji

Tolerancja wymiaru – określa zakres w jakim musi się mieścić wymiar rzeczywisty.
Wymiary pokazywane na rysunku technicznym są wymiarami nominalnymi, pożądanymi przez konstruktora. Ze względu na nieuniknione niedokładności wykonawcze wymiary rzeczywiste odbiegają od nominalnych. Konstruktor projektując element musi sobie zdawać sprawę jaką klasę dokładności będą reprezentować maszyny wykonujące dany element. W wielu przypadkach, dla krytycznych wymiarów wymusza się tolerancję wykonania, dodając wielkość tolerancji do wymiaru (zobacz rysunek techniczny maszynowy#Wymiarowanie).
Istnieją jednak przypadki, kiedy odchylenie od wymiaru nominalnego jest pożądane. Ma to miejsce przy wykonaniu otworów oraz elementów cylindrycznych, w celu osiągnięcia odpowiedniego pasowania.
W przypadku otworów mamy do czynienia z tolerancją wymiaru otworu, w przypadku elementów walcowych tolerancją wymiaru wałka.
T = B – A
T = es - ei
gdzie:
A – wymiar graniczny dolny
B – wymiar graniczny górny
Odchyłka górna Es dla otworu lub es dla wałka oblicza się ze wzoru:
Es = B – N
es = B – N
Odchyłka dolna Ei dla otworu lub ei dla wałka oblicza się ze wzoru:
Ei = A – N
ei = A – N
Odchyłki mogą mieć wartości dodatnie lub ujemne w zależności od okoliczności.
Odchyłki tolerancji są znormalizowane.
Polska Norma PN-EN ISO 286-1:2011 przewiduje 20 klas tolerancji:
klasy IT01, IT0 oraz IT1 do IT5 – używa się do najdokładniejszych urządzeń precyzyjnych,
klasy IT6 do IT11 – używa się do typowych aplikacji maszynowych,
klasy IT12 do IT18 – używa się do mniej dokładnych urządzeń.
Uwaga: zakresy z pierwszej i drugiej grupy się częściowo pokrywają. Wynika to z nieprecyzyjności klasyfikacji aplikacji w budowie maszyn.
Drugim elementem określenia tolerancji jest łacińska litera, wielka w przypadku otworów i mała w przypadku wałków. Litera koduje położenie pola tolerancji w stosunku do wymiary nominalnego.
Dla otworów:
- tolerancje od A do G, gdy oba wymiary graniczne są większe od nominalnego
- tolerancja H, gdy wymiar graniczny górny jest większy od wymiaru nominalnego, a dolnym jemu równy
- tolerancja J, gdy wymiar nominalny leży pomiędzy wymiarami granicznymi dolnym i górnym (w przypadku symetrycznego położenia tolerancji po obu stronach wymiaru nominalnego, stosowane jest oznaczenie JS)
- tolerancja K, gdy wymiar graniczny dolny jest mniejszy od wymiaru nominalnego, a górny jemu równy
- tolerancje od L do Z, gdy oba wymiary graniczne są mniejsze od nominalnego.

Dla wałków:
- tolerancje od a do g, gdy oba wymiary graniczne są mniejsze od nominalnego
- tolerancja h, gdy wymiar graniczny dolny jest mniejszy od wymiaru nominalnego, a górny jemu równy
- tolerancja j, gdy wymiar nominalny leży pomiędzy wymiarami granicznymi dolnym i górnym (w przypadku symetrycznego położenia tolerancji po obu stronach wymiaru nominalnego, stosowane jest oznaczenie js)
- tolerancja k, gdy wymiar graniczny górny jest większy od wymiaru nominalnego, a dolny jemu równy
- tolerancje od l do z, gdy oba wymiary graniczne są większe od nominalnego

Położenia pól tolerancji dla wałków i otworów

Aczkolwiek wszystkie kombinacje położenia pól tolerancji i klas tolerancji są możliwe, w technicznej realizacji normy zalecają stosowanie tylko niektórych z nich.